# Kleinkastell Haselburg
Das Kleinkastell Haselburg ist ein römisches Militärlager am sogenannten „Vorderen Limes“  des Obergermanisch-Rätischen Limes. Es befindet sich heute zwischen den Dörfern Reinhardsachsen und Gerolzahn, zwei zur Stadt Walldürn gehörenden Stadtteilen im Neckar-Odenwald-Kreis, Baden-Württemberg. Von der Anlage ist nur das teilrekonstruierte Osttor sichtbar. Die Haselburg ist neben dem Kleinkastell Rötelsee die einzige Anlage ihrer Art an diesem Limesabschnitt, die mit modernen Mitteln ergraben wurde. Insbesondere der dreiphasige Ausbau hat sehr wichtige Erkenntnisse zur Entwicklungsgeschichte des Limes in Südwestdeutschland geliefert.

## Lage

Der Verlauf des Vorderen Limes im Umfeld des Kastells Walldürn

Lageplan des Kastells zur Zeit der RLK

Grundriss und Profil der Grabung von Conrady

Die fast mittig zwischen dem Beginn des „Vorderen Limes“ am Kastell Miltenberg-Ost und dem Kastell Walldürn positionierte Fortifikation wurde auf einer flachen, nach Osten leicht abfallenden Bodenwelle errichtet. Diese Welle ist Teil eines Höhenzuges, der das westliche Hambrunner Tal von dem östlichen Kaltenbachtal an der badisch-bayerischen Grenze trennt und auf der sich der Limes als fast schnurgerade Linie von Nordwesten nach Südosten entlang zieht, ohne Rücksicht auf die topographischen Bedingungen des Terrains zu nehmen. Rund 70 Meter von den Grenzanlagen entfernt, hatte die Besatzung auf den Wällen des Kastells ein ausgezeichnetes Sichtfeld. Mit Blick nach Norden waren die nächsten, fast auf gleicher Höhe stehenden Limeswachtürme zu beobachten und auch in südlicher Richtung – dort fällt die von der Garnison besetzte Bodenwelle zunächst in einen schmalen Sattel ab – standen die nächsten Türme an dem ansteigenden Hang unter Kontrolle. Nach Osten war mit Blick über den Limes wohl insbesondere die Mündung des Kaltenbachs in das schmale, tief eingeschnittene Tal der Storchsklinge von Interesse. Von dort stieg nach Ansicht des am Kleinkastell Haselburg grabenden Archäologen Hans Ulrich Nuber (1940–2014) ein Weg durch die Grenzanlagen aus dem Barbaricum zum Kastell hinauf, der überwacht werden musste.

## Forschungsgeschichte
Die bis in das 18. Jahrhundert offensichtlich noch gut erhaltene Umfassungsmauer des Kleinkastells in der Flur Haselburg soll zum Bau der 1726 im Rohbau vollendeten Kirche von Reinhardsachsen und anschließend für den Wegebau abgebrochen worden sein. Die vielfach in der Literatur genannte Erbauungszeit der Reinhardsachsener Kirche um 1780 ist falsch. Sie bezieht sich möglicherweise nur auf die Wegebaumaßnahmen. Bis zur Zeit der ersten wissenschaftlichen Grabungen war das Kastell den Zerstörungen durch die Anwohner ausgesetzt. Im Jahre 1880 kam es zu einer erstmaligen Untersuchung am Kastell, der 1892 eine umfassende Grabung unter der Leitung von Wilhelm Conrady (1829–1903) und mit Mitteln der Reichs-Limeskommission (RLK) folgte. Conrady hinterließ laut dem Archäologen Ernst Fabricius (1857–1942), der unter anderem die redaktionelle Aufarbeitung dieser Limesstrecke für das Standardwerk Der obergermanisch-raetische Limes des Roemerreiches (ORL) vornahm, jedoch nur eine unzureichende Dokumentation. Fabricius notierte in dem 1931 erschienenen ORL-Bericht zur Haselburg, dass er bei einem Ortsbesuch noch lose Steine, gebrannten Lehm und römische Scherben auf dem Acker finden konnte, der über der Lagerfläche lag.
Nachdem das unter der Erde liegende Kleinkastell durch die anhaltende intensive landwirtschaftliche Nutzung im 20. Jahrhundert massiv in seinem Bestand bedroht war und weiterhin durch den Pflug herausgerissene Baureste und Kleinfunde auf der Ackeroberfläche lagen, erfolgte zwischen August und Oktober 1975 eine vom Landesdenkmalamt Baden-Württemberg beauftragte, vollständige Neuaufdeckung des Kastellareals unter der Leitung von Nuber. Welchen Schaden die Anlage seit den Zeiten Conradys genommen hatte, zeigte sich nach dieser auf einer Fläche von 1800 Quadratmetern vorgenommene Neuaufdeckung. Die Ausgrabung rief bei der örtlichen Bevölkerung so viel positives Interesse hervor, dass der Geländeabschnitt mit dem Osttor des Kleinkastells erworben wurde. Mittels einer geringfügigen Aufmauerung fand 1980 eine Teilrekonstruktion und Konservierung dieses Tores statt.

## Baugeschichte

### Datierungsansatz
Die zeitliche Verortung für die Errichtung des Vorderen Limes hat die ältere Forschung – darunter der Althistoriker Géza Alföldy – „um 155 n. Chr.“ gemutmaßt. Neuere Funde und Methoden könnten diese Annahme zeitlich möglicherweise genauer fassen und korrigieren. So stützen dendrochronologische Untersuchungen die Überlegung, der Vordere Limes sei mit dem Rätischen Limes, von dem zeitlich dazu passende Datierungen stammen, in einer provinzübergreifenden Ausbaumaßnahme kurz nach dem Tod des Kaisers Antoninus Pius (Januar 161) errichtet worden. An den bisher frühesten dendrochronologisch analysierbaren Bauhölzern aus dem Benefiziarier-Weihebezirk des Kastells Osterburken konnte das Fälldatum auf den Winter 159/160 n. Chr. bestimmt werden. Allerdings fand sich unter dem Tempel eine steinerne Quellfassung mit Nymphe und Weiheinschrift, die stratigraphisch zweifelsfrei älter war. Durch Alföldys Forschungen zeichnet sich ab, dass die Anlage der Quellfassung während der Statthalterschaft des Gaius Popilius Carus Pedo erfolgt sein könnte. Weitere Osterburkener Hölzer konnten nach Aussage des provinzialrömischen Archäologen Klaus Kortüm vom Landesamt für Denkmalpflege Baden-Württemberg in das Jahr 161 n. Chr. datiert werden, was die Überlegungen stützt. Auch die Neubewertung der Weihesteine des Zenturios Veranius Saturninus, der noch 158 n. Chr. das Numerusbad von Neckarburken durch seine Einheit, den dort kasernierten Numerus Brittonum Elantiensium (Einheit der Elzbrittonen) neu errichten und vergrößern ließ, lässt eher an einen Umzug um 160 n. Chr. denken. Der Zenturio hinterließ an seinem neuen Garnisonsort Osterburken gleichfalls einen Weihestein – allerdings ohne Datierung. Betont werden sollen in diesem Zusammenhang auch die dendrochronologisch untersuchten Holzproben aus einem unmittelbar im Kastell Murrhardt ergrabenen Brunnen der um 159 n. Chr. entstand. Daneben gibt es aus dem Kastell Jagsthausen noch das bisher älteste datierbare Inschriftenbruchstück vom „Vorderen Limes“ aus der Regierungszeit des Kaisers Antoninus Pius, das einer Zuordnung bedarf. Erst neue Funde und Analysen werden möglicherweise eine endgültige Bewertung der damaligen Geschehnisse möglich machen.
Die Befunde von der Haselburg lieferten den Nachweis, dass Kleinkastelle – wie die meisten Kohortenkastelle im Limesgebiet – eine mehrphasige Baugeschichte besitzen können.

### Holz-Erde-Kastell
Das ursprünglich als Holz-Erde-Anlage konzeptionierte rechteckige Kleinkastell wurde im Zuge des frühen Ausbaus der Militärbasen am Vorderen Limes auf einer Grundfläche von 41 × 37 Metern (0,15 Hektar) errichtet. Als Umwehrung diente ein Palisadenzaun mit abgerundeten Ecken (Spielkartenform). Das Kastell besaß in allen Bauphasen stets zwei Zugänge. Im Osten befand sich das Haupttor in der Prätorialfront, die limeswärts ausgerichtet war und an der rückwärtigen Dekumanseite konnte das Westtor ermittelt werden. Den linken und rechten Rand der die beiden Tore im Inneren verbindenden Lagerstraße säumte je ein länglich-rechteckiger Fachwerkbau in Schwellbalkentechnik zur Unterbringung der Mannschaften. Die innere Einteilung dieser Bauten folgte dem in der Prinzipatszeit genormten Schema. Sie besaßen für jedes Contubernium einen vorderen, größeren Aufenthaltsraum und eine kleinere rückwärtige Schlafkammer. Der an der südlichen Baracke östlich anschließende größere Kopfbau war dem Kommandanten vorbehalten und besaß wie der für seinen Stellvertreter reservierte Endtrakt der nördlichen Baracke einen eingetieften Erdkeller. In der Nordostecke der Befestigung lag ein 11,6 × 7,5 Meter großes, ebenfalls in Fachwerkbauweise errichtetes Korridorhaus, dessen über die Breitseite geführter Mittelgang je drei fast gleich große Räume zu beiden Seiten erschloss. Möglicherweise diente das Haus der Vorratshaltung. Eine große rechteckige Grube, die im Lagermittelpunkt angelegt worden war, soll als Zisterne gedient haben. Die Lagerstraße wurde durch diese Grube weitgehend unterbrochen. Auch seitlich versetzt am Westtor lag vor der Ecke der Südbaracke eine weitere gleich große Zisterne, die etwas später entstanden ist. Ein südwestlich entdeckter Schacht könnte zu den Werkstätten gehören, die sich dort befanden. Nach nur kurzem Bestehen brannte die Befestigung vollständig nieder.
Es entstand kurz darauf ein Neubau, der dieselbe Inneneinteilung behielt, dessen Fläche jedoch auf 52,5 × 43,5 Meter (= 0,22 Hektar) nach Osten vergrößert wurde. Der jetzt als Umwehrung dienende Erdwall konnte in seiner Breite mit drei Metern eingemessen werden. Die Konstruktion wurde an der Außenseite durch eine Holzbohlenwand gestützt und an der Lagerinnenseite – zur 1,8 Meter breiten Via sagularis (Lagerringstraße) hin – mit einer eng gesetzten Pfostenreihe am Abrutschen gehindert. Auch diese Anlage besaß abgerundete Ecken. Die in derselben Flucht wie die beiden Vorgängertore an den Schmalseiten errichteten Zugänge wurden von je vier große Holzpfosten getragen, die eine drei Meter breite Durchfahrt ermöglichten, über der je ein Holzturm stand. Als Annäherungshindernis war um die gesamte Anlage ein durchgehender rund 4,8 Meter breiter und 2,3 Meter tiefer Spitzgraben gezogen worden. An den Toren muss es hölzerne Übergänge gegeben haben, die diesen Wehrgraben überbrückten.

### Steinkastell

Die Abbildung aus dem ORL zeigt im oberen Bereich unter anderem halbrunde Lünetten aus Lützelbach, wie sie ähnlich auch in der Haselburg vorgekommen sind.

Gegen Ende des 2. Jahrhunderts wurden die Holzbohlen der Umwehrung durch eine 1,20 Meter breite Steinmauer aus rotem und grauen Sandstein ersetzt. Dazu ist die neue Wehrmauer unmittelbar vor die Erdrampe der älteren Anlage gelegt worden. Eine Neuaufschüttung des den Wehrgang tragenden, drei Meter breiten Dammes entfiel somit. Auch diese Befestigung behielt ihre abgerundeten Ecken und die Position der beiden jetzt gleichfalls in Stein errichteten Zugänge, die von je zwei Torwangen flankiert wurden. Das etwas größere östliche Haupttor, von dem sich teils nur spärliche Reste fanden, besaß nun eine Breite von 3,75 Metern, die Torwangen – von der linken fanden sich 1892 noch fünf bis sechs Mauerschichten in situ – waren 1,20 Meter stark und sprangen 3,10 Meter in das Innere der Festung zurück. Neben Scherben, Nägeln und Eisenteilen fand Conrady an diesem Tor noch keilförmig behauene Steine des Torbogens sowie eine halbrunde, 0,41 Meter lange, 0,29 Meter hohe und 0,09 Meter starke Fenstersturzlünette. Das bereits dem ORL nicht mehr vorliegende Stück, von dem auch keine Zeichnung existiert, besaß eine halbrunde innere Kranzwulst von der strahlenförmig sieben Linien zu einem äußeren Halbkreis verliefen. Conrady bemerkte, dass das Haselburger Stück kleiner und weniger sorgfältig gearbeitet war als Vergleichsstücke von den Wachtürmen der älteren Odenwaldlinie und dem dort liegenden Kastell Lützelbach. Das rückwärtige Westtor war nur 2,30 Meter breit und von 2,65 Meter langen und einem Meter starken Wangenmauern eingefasst. Wie bei den meisten Kastellen waren auch an diesem Kleinkastell Abwassergräben durch die Tore geführt worden. Vor der Umfassungsmauer lag ein 4,80 Meter breiter und noch 2,30 Meter tiefer Spitzgraben. Da dieser Graben vor den Toren nicht aussetzte, kann er nur mittels hölzerner Brücke überquert worden sein.
Die rasch fortschreitende Zerstörung der Mauer durch den Pflug lässt sich anhand der drei existierenden Grabungsberichte darstellen. Wie Conrady schreibt, war bei der Erstausgrabung 1880 an der Ostseite das Mauerwerk der äußeren Verschalung noch vier Schichten hoch erhalten und zeigte breite Mörtelfugen, die über einem um 0,06 bis 0,08 Meter hervorspringenden Sockelsims aus abgeschrägt behauenen Mauersteinen standen. Auch an einigen anderen Kastellplätzen, wie beispielsweise in Obernburg, ließ sich solch ein gesimsartiger Vorsprung erkennen. 1892 lag die Mauer noch 0,20 bis 0,30 Meter unter der Ackerkrume. Conrady fand bei der damaligen Neuausgrabung an der Ostseite und an den anschließenden Eckabrundungen nur ein bis zwei Schichten vor, die insgesamt 0,10 bis 0,20 Meter hoch waren. Als Nuber 1975 erneut den Spaten ansetzte, konnte er keinerlei aufgehendes Mauerwerk mehr feststellen. Auch von der Innenbebauung dieser jüngeren Fortifikation waren nur spärliche Reste erhalten. Die Ausgräber mutmaßen, dass diese Bebauung jener des älteren Kastells ähnlich war.

### Untergang

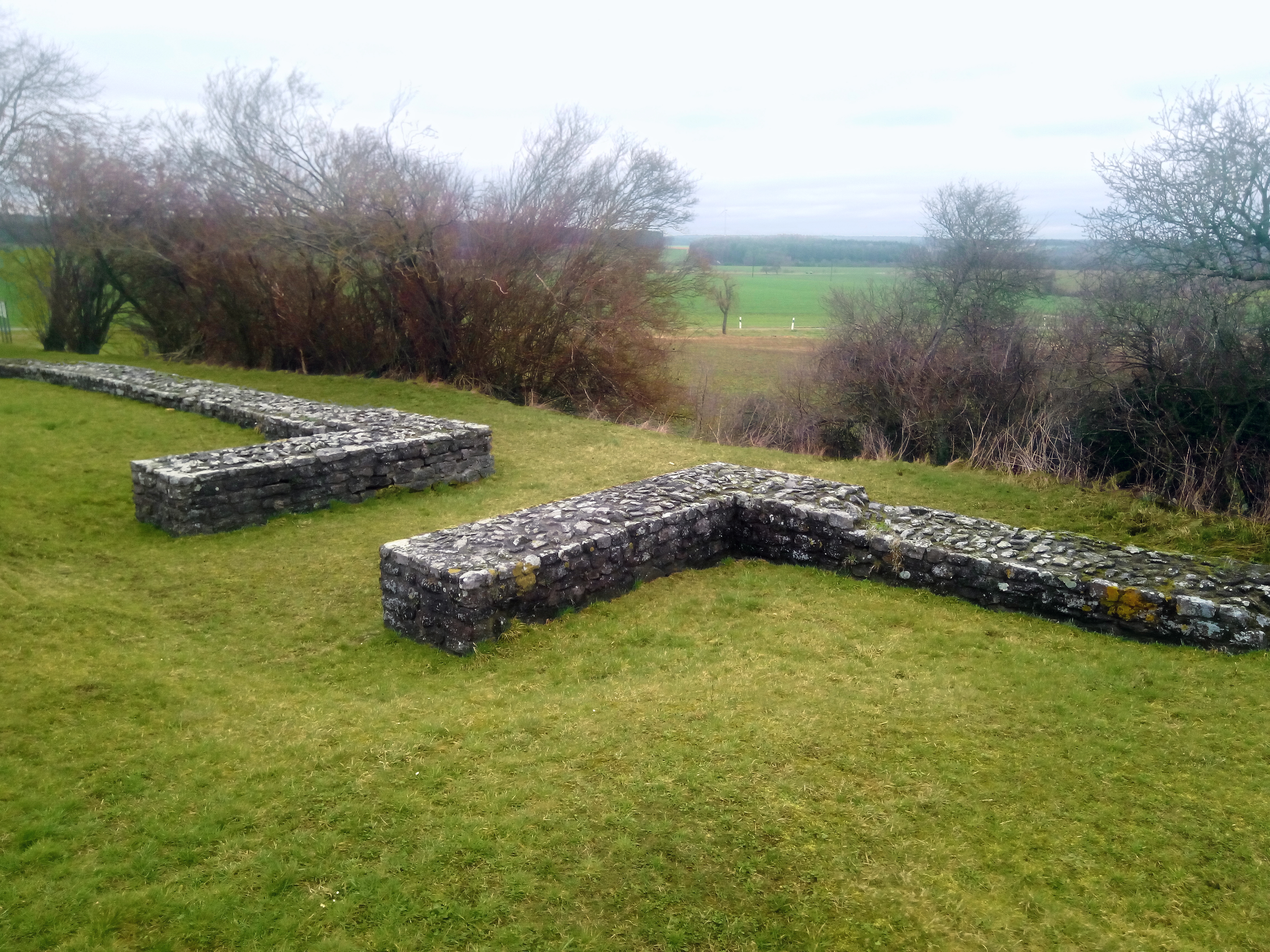
Der östliche, 1980 teilrekonstruierte Zugang zum Kleinkastell

In der Spätphase, während der unruhigen Zeit des Limesfalls, fanden auch Frauen Schutz hinter den Mauern. Nuber stellte fest, dass zu dieser Zeit der Wehrgraben nicht mehr gepflegt wurde und offenbar als Abfallgrube diente, die mit Keramikscherben, Tierknochen und anderem Unrat gefüllt wurde. Bei der Grabung 1975 konnten vor dem Umfassungsgraben des Kleinkastells abschnittsweise und unregelmäßig angelegte Steinriegel aufgedeckt werden, die teilweise in den Graben reichten und in die späteste Kastellzeit gehören. Im Süden verlief eines dieser Segmente fast parallel zum Graben und überschnitt eine davorliegende Grube mit jungem Fundmaterial. Der Zweck dieser vorgelagerten Riegel, die eine Breite von bis zu 2,20 Metern besaßen, ist ungeklärt.
Die jüngste Schicht des Kastellgrabens barg unter dem Versturz der Umfassungsmauer eine für die Datierung des Limes bedeutende Münze, ein Antoninian. Außer an der Haselburg wurden bisher nur noch am südlichen Kleinkastell Rötelsee die jüngsten Münzen des Vorderen Limes entdeckt. Sie entstanden während der Regierungszeit des Kaisers Gallienus (253–260) und wurde frühestens 259 geprägt. Im Zuge des Limesfalls, der 259/260 n. Chr. in der Aufgabe der Agri decumates (Dekumatland) mündete, wurden die noch bestehenden römischen Grenzanlagen am Vorderen Limes von den Truppen geräumt, wenn sie nicht schon zuvor gewaltsam zerstört worden waren. Nach Nuber scheint die Haselburg zu jenen Anlagen gehört zu haben, die in dieser Zeit planmäßig aufgegeben worden sind.

## Truppe
Als Garnison kann aufgrund der Bebauung des Holz-Erde-Kastells von einer nicht selbständigen Zenturie mit 60 bis 80 Mann ausgegangen werden, die als Vexillation aus dem Kastell von Miltenberg oder Walldürn hierher abkommandiert worden war. Die Gefäßkeramik aus der Haselburg zeigt manchmal Graffiti, bei denen es sich offenbar um die Namen von Soldaten handelt. Es fehlt jedoch die Bezeichnung einer Einheit.

## Vicus und Kastellbad
Der kleine Vicus, das Lagerdorf, befand sich den Streufunden nach zu urteilen an der aus dem rückwärtigen Kastelltor kommenden Straße. Das Militärbad wird 180 Meter südöstlich der Wehrmauer oberhalb einer Quelle vermutet.

## Wichtige Funde
Wie das ORL berichtet, fand sich ungefähr 20 Jahre vor den Grabungen von 1892 in dem Acker vor dem Kastell ein Altarstein mit den Darstellungen einer Opferkanne und einer Opferkelle, dessen Inschrift bis zur Unleserlichkeit zerstört war. Umfangreiches Fundgut kam erst mit den Grabungen Nubers aus dem Boden. Dazu zählt ein im Kastell vorgefundener Hort aus einer vergangenen Holzkiste, der rund 20 bronzene und eiserne Teilen beinhaltete, zu denen auch ein gekürztes Schwert gehört, das auf seiner Klinge – unmittelbar vor dem Heft – als eingelegten Dekor die schematisierte, schwebende Siegesgöttin Victoria aufweist. Daneben fanden sich in der Kiste weiteren Waffen sowie Werkzeuge, landwirtschaftliches Gerät, ein Jochbeschlag, Küchengerät, Beschlagteile, Schlüssel, Nägel und zwei Bronzeringe. Nuber berichtet außerdem von 13 Münzen, die während seiner Grabung direkt im Inneren des Kastells gefunden wurden, darunter als jüngste ein Denar aus der Regierungszeit des Kaisers Severus Alexander (222–235). Aus der Garnison stammt auch ein einzelner Stempel des Töpfers Martialis, dessen Waren aus dem ostgallischen Chemery-Faulquemont bzw. aus einer seiner Filialen kamen. Martialis gehört zu den frühesten in Obergermanien nachweisbaren Töpfer Ostgalliens. Sein Produktionsschwerpunkt fällt in das späte 1. und frühe 2. Jahrhundert. Jedoch belegt der Haselburger Stempel neben anderen Stempeln aus Chémery, dass die Ware dieses Herstellers noch bis um die Mitte des 2. Jahrhunderts vertrieben wurde. Neben dieser Sigillate fand sich auch Keramik aus Augusta Treverorum (Trier) beziehungsweise Rheinzabern (COSTA F, NIVALIS) und Sinzig (NASSO F). Waren in der niedergermanischen Provinz Aachen-Schönforst und Sinzig Zentren zur Herstellung reliefverzierter Terra Sigillata, galt dies in Obergermanien insbesondere für Rheinzabern.

## Limesverlauf zwischen dem Kleinkastell Haselburg und dem Kastell Walldürn
| ORL     | Name/Ort               | Beschreibung/Zustand |
| ------- | ---------------------- | --- |
| KK      | Haselburg              | siehe oben |
| Wp 7/23 | „Gesengte Hecken“      | Dem Kleinkastell gegenüber, auf der anderen Talseite des Schweinsgrabens beginnt ein gut erhaltenes Stück des Limes, an dessen Beginn der heute nicht mehr sichtbare Wp 7/23 entdeckt wurde. 1880 wurde der Turm von Conrady entdeckt und erstmals beschrieben. Kurz zuvor hatte der Grundstückseigner mit dem Abbruch der Turmstelle begonnen. Von dem annähernd quadratischen Turm, der 1880 noch die beiden untersten Lagen des aufgehenden, gut gemörtelten Mauerwerks besessen hatte, ermittelte Fabricius 1899 lediglich noch ein 4,35 × 4,30 Meter umfassendes Schrottenfundament aus großen, flachen Kalk- und Sandsteinblöcken. Im Inneren wurden keine Reste eines älteren, hölzernen Vorgängerbaus beobachtet. An der Ostseite des Turms ließ sich in einer Entfernung von 1,9 Metern noch der Rest eines rundlichen, umlaufenden Abzugsgrabens feststellen, der bei der Auffindung noch 0,30 bis 0,35 Meter tief war. Der Abstand zur Limespalisade betrug rund 20 Meter. Durch einen Suchschnitt konnte damals östlich des Turms auch die Limespalisade und der Graben nachgewiesen und eingemessen werden. Der erhaltene Graben war noch fast sechs Meter breit und 2,10 Meter tief, die hölzerne Palisade mit ihren Verkeilsteinen und verkohlten Holzresten befand sich 1,15 Meter vor diesem Graben. Bereits 1897 hatte Conrady von diesem Punkt bis Wp 7/24 das Palisadengräbchen an rund 50 Stellen untersucht und überhall die gleichen Befunde – Verkeilsteine und Holzkohlen – festgehalten. |
| Wp 7/24 | „Tannenwald“           | Der damals noch große Schutthügel wurde 1880 und 1897 durch Conrady untersucht. 1880 konnte ein quadratisches 4,30 × 4,30 Meter großer Steinturm mit 0,80 bis 0,90 Meter starken Wänden ermittelt werden, die noch sechs bis acht Lagen hoch erhalten waren. Zwei dieser Lagen waren als Opus spicatum (Fischgrätmuster) ausgeführt. Als der Forscher 1897 in dem Bauwerk erneut grub, waren offensichtlich bereits Steinräuber am Werk gewesen. Es ließen sich nur noch drei bis vier Schichten feststellen. Die Aufmerksamkeit galt damals eventuellen Pfostengruben eines älteren Vorgängerbauwerks. Doch auch hier konnte dazu nichts gefunden werden. Das Turmfundament stand unmittelbar auf dem gewachsenen Boden, in seiner Nordecke fand Conrady eine gut erhaltene Lanzenspitze. 1899 wurde der Palisadengraben nordöstlich des Turms in einem Abstand von 17,60 Metern überprüft – vom Graben zeigte sich keine Spur –, der antike Begleitweg lag zwischen diesen beiden Limesbauten und war 12,50 Meter vom Turm entfernt. Seine Ränder waren mit großen Randsteinen begrenzt, die Stickung bestand aus aufrecht gestellten Steinen. Heute lassen sich hier nur noch verstreute Steintrümmer feststellen, die um einen eingetrichterten, 0,9 Meter hohen Schutthügel liegen. |
| Wp 7/25 | „In den Langen Birken“ | Die Steinturmstelle, die damals an herumliegenden Steintrümmern erkennbar war, wurde 1880 durch Conrady untersucht. Mit Ausnahme der untersten Steinlage an der Nordwestseite hatte sich nichts mehr vom aufgehenden Mauerwerk erhalten. Auch das rechteckige Schrottenfundament ließ sich nur noch teilweise – mit 4,95 × 4,80 × 4,60 × ? Metern – einmessen. Während einer Nachuntersuchung 1897 wurde nach Pfostengruben mit negativem Erfolg gesucht. Heute sind an dem Platz kein sicheren Spuren des Turmes mehr nachweisbar. 1892 versuchte Conrady auch den Limesgraben bei Wp 7/25 nachzuweisen, stieß an der gemutmaßten Stelle jedoch auf das Palisadengräbchen. Die rund 18,50 Meter vor dem Turm errichtete Palisade selbst war in diesem Bereich nicht mit Steinen verkeilt, sondern zwischen parallel sitzenden Holzbalken gesetzt worden. Bevor Conrady die Hölzer jedoch näher untersuchen konnten, wurde die Fundstelle durch Unbekannte zerstört. Bei einer Nachuntersuchung 1899 wurde festgestellt, dass Conrady den großen Limesgraben nicht hatte finden können, da seine Existenz an dieser Stelle nicht nachweisbar war. |
| Wp 7/26 | „Amorbacher Weg“       | Die Turmstelle, im Bereich des heutigen Walldürner Ortsteiles Neusaß wird seit den Tagen der RLK lediglich vermutet. Eine Zerstörung durch Baumaßnahmen ist denkbar. |
| Wp 7/27 | „Schweinshecke“        | Von der Existenz dieses Fundplatzes erfuhr Conrady im Januar 1883 durch die Zeitung. Aufgespürt hatte den Turm der damalige Bürgermeister von Walldürn, der Heimatforscher Wilhelm Hildenbrand (1828–1919), der auch die Ausgrabung vornahm. Erhalten war damals noch das geschlossene 4,60 × 4,60 Meter große und 0,70 Meter breite Mauergeviert mit „drei, teilweise fischgrätartig geordneten Steinschichten in Lehmverband“. 1924 war die Fundstelle nicht mehr auffindbar. Das Gelände wird heute landwirtschaftlich genutzt. |
| Wp 7/28 | „Mühläcker“            | Die Turmstelle wurde bereits von der RLK vermutet. |
| Wp 7/29 | „Im Kleebüschlein“     | Die Turmstelle war 1880 von Conrady entdeckt worden und zeigte sich damals im Bereich eines Ackers nur mehr als unauffälliger Hügel auf einer flachen Kuppe. Seine Grabung ergab neben „römischen Scherben und Mörtelresten“ nicht mehr vermeßbare Fundamentspuren. Bei einer 1901 durchgeführten Geländebegehung fand Fabricius im Bereich der Turmstelle das große Fragment eines Terra-Sigillata-Bechers. 1924 war der Platz noch an seinen vom Pflügen herausgebrochenen Steinen und einer dunklen Verfärbung des Bodens erkennbar. Bei erneuten Prospektionen 1970 und 2000 ließ sich nichts mehr wahrnehmen. |
| Wp 7/30 | „Am großen Holz“       | Auch diese Turmstelle war von dem Walldürner Bürgermeister aufgefunden worden. Über eine damals erfolgte Ausgrabung ist jedoch nichts bekannt geworden. 1901 maß Fabricius die „geringen Spuren im Waldboden“ ein. Bei archäologischen Begehungen in den Jahren 1970 und 2000 ließ sich an dem Platz nichts mehr feststellen. |
| Wp 7/31 | „Steinernes Haus“      | Der damals große Schutthügel von Wp 7/31 war bereits dem Archäologen Eduard Paulus (1837–1907) bekannt und wurde von Conrady 1879 und 1880 erstmals untersucht. Wie der Name des Waldbezirks Steinernes Haus bezeugt, war das Wissen um einen alten Siedlungsplatz nie ganz verloren gegangen. Die Ruine war damals auch als Hönehaus (sprachetymologisch von Hüne) und durch die Sage vom Riesenfräulein bekannt. Über dem regelmäßig angelegten Fundament aus schräg gestellten Steinen hatten sich die 0,75 bis 0,85 Meter breiten Mauern eines rechteckigen Gebäudes erhalten. Tiefgreifendere Untersuchungen fanden zur Zeit der RLK nicht statt. Es wurde jedoch erkannt, dass der eigentliche Wachturm noch nicht gefunden worden war. Erst im Oktober 1969 erfolgte eine durch das Staatliche Forstamt Walldürn geleitete vollständige Freilegung und auf drei Lagen aufgemauerte Konservierung der Fundstelle. Dabei konnte neben dem vermutlich einstöckigen Nebengebäude auch das knapp 6 Meter weiter südlich gelegene, rechteckige Steinturmfundament ermittelt werden. Das Bauwerk mit seinen rund 0,80 Meter breiten Mauern besaß eine Größe von 4,70 Metern (NO und SW) × 4,50 Metern (NW und SO) und war in Zweischalentechnik errichtet worden. Der Graben des Turmes wurde mit zwei Schnitten so erfasst, dass es zu keiner Klärung kommen konnte, ob dieser Graben rund oder rechteckig gewesen ist. An den beiden untersuchten Stellen war der Graben 1,80 beziehungsweise 2 Meter breit und von der Grabenspitze bis zur Turmmauer 2,5 und 3,2 Meter entfernt. An der Innenseite der Nordostwand des Nebengebäudes konnte ein offensichtlich nachträglich eingebauter Mauerwinkel festgestellt werden. Die beiden Flanken (NO- und SW-Seite) des Bauwerks waren 8,10 Meter lang, die Schmalseiten wurden mit 6,50 (NW) und 6,80 (SO) Metern eingemessen. Durch zwei Suchschnitte ließ sich der V-förmige Graben der Limespalisade in einer Entfernung von rund 17,50 Metern (Grabensohle) zur Turmstelle ermitteln. Er war an diesem Punkt noch 0,70 Meter breit. Als verwendete Holzart für die Palisade konnte aus den erhaltenen verkohlten Hölzern mit einiger Sicherheit Rotbuche bestimmt werden. Für eine Altersbestimmung waren die Proben jedoch nicht geeignet. |
| Wp 7/32 | „Großer Wald“          | 1924 war die Turmstelle nur an alten Ausgrabungsschlitzen erkennbar. Bereits damals war der offenbar geplünderte Platz „ganz zerstört und nur an Resten des Schrottenfundaments, Gefäßscherben und einer Kohlenschicht zu erkennen.“ Heute sind die Fundamentteile konserviert und der den Turm umgebene Traufgraben wieder ausgegraben. |
| Wp 7/33 | „Lindig-Nord“          | Zur Zeit Conradys war der auf einer flachen, die Umgebung dominierenden Anhöhe errichtete Turm noch als flacher Schutthügel erkennbar. Der Turm besaß bei der damaligen Grabung eine Größe von 4,45 × 4,30 Metern, seine Mauern waren 0,85 Metern breit. Der Forscher stellte bei seiner Aufgrabung noch geringe Mörtelspuren und wenige Keramikscherbenfragmente fest. Der Turm lag rund 17 bis 18 Meter hinter der Limespalisade. Aufgrund der Befundlage wird im ORL erwähnt, dass die Palisade am Turm unterbrochen gewesen sein könnte. Während der im Oktober 1969 durchgeführten Konservierungsarbeiten fanden sich als Hinterlassenschaften der einstigen Turmbesatzung noch etliche Keramikscherben. Daraus ließen sich drei Becher, acht Töpfe zwei Deckel, ein Napf, eine Schüssel, fünf Reibschüsseln, zwei Teller, zwei verschieden große Krüge sowie eine Amphore rekonstruieren. Diese Funde kamen in das Badische Landesmuseum. Im Herbst 1971 setzte das Staatliche Forstamt Walldürn einen Artillerie-Messtrupp der Bundeswehr ein, um an mehreren Stellen mit Hilfe von Suchgräben zwischen Wp 7/33 und Wp 7/35 Wall, Graben und Palisade nachzuweisen. Zudem sollten die Soldaten den mutmaßlichen Standort von Wp 7/34 überprüfen. Bei diesen Arbeiten fand sich rund 10 bis 20 Meter nördlich von Wp 7/33 ein römischer Werkplatz mit Absprenglingen und drei profilierten Werksteinfragmente aus rotem Sandstein. Hier waren offensichtlich Steine zum Turmbau zurechtgehauen worden. Zwei der Werksteine trugen noch geringe Reste von nicht mehr entzifferbaren Inschriften. Möglicherweise waren sie als Spolien hierher geschafft worden, um sekundär vermauert zu werden. Die Gesamtausdehnung des Platzes blieb unbekannt. Die gesuchte Palisade mit inkohlten Hölzern zeigte 1971 sich in mehreren Schnitten als sehr gut erhalten. Wie bereits die RLK bei Wp 7/25 festgestellt hatte, war auch in diesem Bereich die Limespalisade nicht mit Steinen verkeilt, sondern zwischen parallel sitzenden Holzbalken gesetzt worden. Diese Balken hatten die Römer – jeweils drei übereinander – horizontal entlang der Palisade verlegt. Der Turm wurde 1969 auf drei Lagen aufgemauert; das umlaufende Gräbchen ausgehoben.                                          |
| Wp 7/34 | „Taubenpfad“           | Der Wachturm wurde in diesem Bereich bereits von der RLK vermutet. Die zahlreichen von dem Artillerie-Messtrupp 1971 durchgeführten Suchschnitte, die dieser Turmstelle galten, brachten jedoch keinen Erfolg. |
| Wp 7/35 | „Lindig-Süd“           | Am Ende des 19. Jahrhunderts zeigte sich von der Turmstelle noch ein großer Schutthügel. Conrady legte lediglich die Westseite des Turms frei. Von der 0,80 Meter breiten Mauer hatten sich noch drei in Lehmverband aufgemauerte Schichten erhalten. Die anderen Seiten des Turms waren offensichtlich ausgebrochen. Der Forscher konnte außerdem noch ein um die Turmstelle gelegtes Drainagegräbchen feststellen. Bei der Suche nach Palisade und Graben konnte Conrady 1885 lediglich die Spuren der Palisade feststellen. Eine Nachuntersuchung von 1901 ergab selbst 4,30 Meter hinter der Palisade nur gewachsenen Boden. Vom 1. Juli bis September 1968 ließen das Staatliche Forstamt und die Stadt Walldürn Wp 7/35 vollständig freilegen und anschließend konservieren. Dabei kamen etliche Lesefunde zum Vorschein: - Geschirr, Kochbedarf, Lebensmittelaufbewahrungsbehälter: Scherben einer Terra Sigillata-Tasse Drag. 31/37, ein Firnisbecher mit Griesbewurf, eine Tasse aus grauem Ton, sechs Töpfe, drei Reibschüsseln, zwei Doppelhenkelkrüge; - Werkzeuge: ein Eisenhammer, ein Eisennagel mit flachem Kopf; - Münzen: ein während der Regierungszeit des Kaisers Vespasian (69–79) in Rom geprägter Denar. Diese Funde kamen in das Badische Landesmuseum. Der heute sichtbare Turm wurde im Zuge der Konservierung auf zwei bis drei Lagen aufgemauert und der umlaufende Graben ausgehoben. |
| Wp 7/36 | „Rotbild“              | Die Turmstelle wird lediglich vermutet und ist wahrscheinlich zerstört worden. |
| Wp 7/37 | „Altziegelhaus“        | Die Turmstelle wurde 1885 von Conrady entdeckt. Das am höchsten Punkt einer flachen Anhöhe gelegene, quadratische Turmfundament hatte eine Größe von 4,40 × 4,40 Metern und besaß eine Mauerstärke von 0,75 Metern. Das rund 0,20 Meter hohe Fundament besaß eine meist zweilagige Stückung von in der Regel hochkantig oder schräg aufeinandergestellten Kalk- und Sandsteinbrocken. Funde kamen keine zu Tage. Rund 18 Meter vor dem Turm wurde sowohl von Conrady, als bei einer späteren Nachgrabung durch Fabricius die Palisade und der große Limesgraben festgestellt. In diesem Graben fanden sich brocken von gebranntem Lehm und Gefäßscherben. Heute ist an der Stelle nichts mehr sichtbar. |
| Wp 7/38 | „Kern“                 | Die Turmstelle wird seit den Tagen der RLK lediglich vermutet. |
| Wp 7/39 | „Langer Markstein“     | Die Turmstelle wurde bereits von der RLK vermutet. Die durch Conrady nachgewiesene Palisade mit dem Graben knicken hier deutlich ab. Im Graben wurde damals ein römischer Leistenziegel entdeckt. |
| ORL 39  | Walldürn               | → Hauptartikel : Kastell Walldürn [ 70 ] |

## Denkmalschutz
Das Kleinkastell Haselburg und die erwähnten Bodendenkmale sind als Abschnitt des Obergermanisch-Rätischen Limes seit 2005 Teil des UNESCO-Welterbes. Außerdem sind die Anlagen Kulturdenkmale nach dem Denkmalschutzgesetz des Landes Baden-Württemberg (DSchG). Nachforschungen und gezieltes Sammeln von Funden sind genehmigungspflichtig, Zufallsfunde an die Denkmalbehörden zu melden.